# Selección de baloncesto de Antillas Neerlandesas
La Selección de baloncesto de Antillas Neerlandesas es el equipo formado por jugadores de nacionalidad Bahamésa que representa a la Federación de baloncesto de Antillas Neerlandesas en competiciones internacionales organizadas por la Federación Internacional de Baloncesto (FIBA) o el Comité Olímpico Internacional (COI), los Juegos Olímpicos, Campeonato mundial de baloncesto y FIBA Américas.

## Palmarés

### Campeonato Mundial
No ha calificado al mundial.

### Campeonato FIBA Américas
No ha calificado al torneo.

### Centrobasket
| - 1965: No calificó - 1967: No calificó - 1969: No calificó - 1971: No calificó - 1973: No calificó - 1975: No calificó - 1977: 7° Lugar - 1981: No calificó - 1985: No calificó - 1987: No calificó - 1989: No calificó - 1991: No calificó - 1993: No calificó - 1995: No calificó - 1997: No calificó - 1999: No calificó - 2001: No calificó - 2003: No calificó - 2004: No calificó - 2006: No calificó - 2008: No calificó - 2010: No calificó - 2012: No calificó - 2014: No calificó - 2016: No calificó |